# Lobaria oregana
Lobaria oregana är en lavart som först beskrevs av Edward Tuckerman, och fick sitt nu gällande namn av Johannes Müller Argoviensis. Lobaria oregana ingår i släktet Lobaria och familjen Lobariaceae.   Inga underarter finns listade i Catalogue of Life.